# 中层理论
中层理论（theories of middle range，中程理論）是由美国社会学家罗伯特·K·默顿提出的一种社会学理论范式，它主要是为解决在这之前社会学理论在宏观与微观方面极端化发展的困境应允而生的。作为结构功能主义这样的宏大理论提出者帕森斯的弟子，默顿批评导师这种过于抽象和庞大的理论体系背离了社会学实证主义的传统，并认为当时社会学界对宏大理论的热衷是不切实际的，是对科学的误读，他认为社会学研究应当回归经验实在性。由此，默顿提出在对结论抽象的同时，也强调结论的实证性的中层理论，对社会学理论研究和经验研究的结合，以及学科对自身的认识产生了重大影响，是当今社会学研究重要的理论范式之一。

## 定义
默顿提出，社会学理论是指逻辑上相关并与经验相符的一组命题，而中层理论是指
介于日常研究中低层次的而又必须的操作假设与无所不包的系统化的统一理论之间的那类理论，而统一性的理论试图解释社会行为、社会组织和社会变迁中的一切观察到的一致性。
 — -Robert K. Merton, On Theoretical Sociology, p.39. New York:The Free Press ， 
具体来说，中层理论有以下几个特点：
- 一，实践经验性，中层理论范式，强调理论的可验证、可观察性，要求能够从日常生活中找到理论的依据。
- 二，范围有限性和开放性，中层理论对象只涉及有限范围内的事物，不要求能解释所有现象，只要能在一定条件中没有逻辑矛盾和事实冲突就可被认为是有效地和有建树的。同时，中层理论又要能作为一个整体和其他理论相衔接，甚至成为更宏大理论的一部分，即中层理论不能完全局限在个别孤立的范围内，而是可运用、可发展的。
- 三，联系性，中层理论强调能够建立起宏观理论和微观理论之间的对话桥梁，成为微观理论抽象总结的有效途径。

根据中层理论，社会学理论的发展首先应该建立在具体化的实证研究结论基础上，这种结论是可以接受经验验证的假设为基础的。接着再根据这些具体化的理论建立综合性的概念体系，而非在没有根基的抽象中发展出宏大理论。所以，中层理论并非不主张去发展综合性强的社会学理论体系，而是认为在这之前，必须重视科学研究的阶段性和知识的积累性。故此，默顿指出：“需求只是发明之母，社会积累的知识才是其父。除非两者结合起来，否者只有需求本身是无用的。”

## 背景
作为结构功能主义之理论继承和发展的重要人物，默顿深受帕森斯系统功能主义理论影响。系统功能主义还一度被看做结束社会学理论纷争，统合诸多各异理论的框架体系，其在当时的主导作用也可见一斑。帕森斯认为人类社会可以看做一个有机整体，文化、社会、人格等子系统相互作用，共同合成了社会的各项功能。这种企图将人的一切行为和所有社会现象，都纳入结构功能主义的理论框架中的尝试，为当时分散零散且各自掣肘的社会学理论，提供了一个进一步理论提升和逻辑抽象的途径，使社会学理论的发展和运用进入到一个新的阶段。
但正是由于这种理论抱负，使得该理论宏观色彩充足而细节缺乏，抽象的模式化理论解释简化了社会生活的丰富性，也削弱了该理论的说服力。特别是对社会均衡的强调，使其在社会冲突方面的解释力尤其欠缺。默顿在自己的学习和学术研究过程中不断感受到结构功能主义理论范式的不足，但又对这种分析框架抱有一定的信心，于是他开辟了一条具有折衷主义特点的学术创新之路，即探索更能解释社会具体现象的理论体系。

## 影响
默顿提出中层理论之后，社会学的结构功能主义流派得到发展，为坚持该核心思想的学者提供了学术争鸣的有力武器；同时也促进了社会学作为一门学科在整体上的进步。20世纪60年代之后，虽然各种社会学思想彼此起伏，但结构功能主义一直占据着主流地位之一，其主要的原因就在于它一改传统的抽象宏大特色，而具有了对具体社会现象的解释力；同时也增强了其吸收其他学术观点的能力，具有了融合经验事实和抽象概念的强大潜力。
从上个世纪八十年代开始，许多社会学家开始了新一轮对理论的综合尝试，即在宏观与微观之间、结构与行动之间、概念与事实之间寻找社会学理论的结合点；比如吉登斯的结构化理论、科尔曼的新综合理论、亚历山大的新功能主义理论、布迪厄的场域理论等。但不可否认的是，默顿的中层理论对他们都具有一定程度的影响力；正是默顿的“理论追求”启动了一个学科的发展新趋势，其学术理论价值自然得到举世公认。